# Spell of Iron
Spell of Iron è il primo album del gruppo musicale heavy metal finlandese Tarot, pubblicato originariamente nel 1986 da Flamingo Music, ristampato su CD nel 1994 da Bluelight Records e nel 2006 da Spinefarm Records.

## Tracce
1. Midwinter Nights
2. Dancing on the Wire
3. Back in the Fire
4. Love's Not Made for My Kind
5. Never Forever
6. Spell of Iron
7. De Mortui Nil Nisi Bene
8. Pharao
9. Wings of Darkness
10. Things That Crawl at Night